# ラグビーワールドカップ日本招致活動
ラグビーワールドカップ日本招致活動（ラグビーワールドカップにほんしょうちかつどう）は、ラグビーワールドカップを日本開催するための活動。日本は第7回大会（2011年）への招致を目指していたが、2005年（平成17年）、招致に失敗。引き続き、第8回大会・第9回大会での開催を目指すべく招致活動が行われ、2009年（平成21年）7月28日、2019年の第9回大会の開催地に決定した。

## 概要
1987年（昭和62年）に第1回大会が開催されて以降、開催地域はヨーロッパやオセアニア地区等、ラグビー強豪国での開催が続いており、2004年（平成16年）に初のアジア開催を目指して、日本ラグビーフットボール協会が第7回大会（2011年）での開催招致に乗り出した。第7回大会には、日本・ニュージーランド・南アフリカの3カ国により開催が争われたが、2005年（平成17年）11月に行われた国際ラグビー評議会（IRB）での決定はニュージーランドであった。非公式ではあるが、第1回目の投票ではニュージーランドが8票、日本が7票、南アフリカ4票であり、南アフリカを外しての決選投票2回目では、ニュージーランドが12票、日本が9票であった。第7回大会の招致活動には敗れたものの、日本開催への評価は高く、第8回大会（2015年）・第9回大会（2019年）の開催を目指して、招致活動が進められた。
なお、いずれの招致委員会とも元内閣総理大臣の森喜朗が招致委員会の委員長を務めた。

## 招致運動の経緯
第7回大会（2011年）の招致活動
- 2004年（平成16年）
  - 9月22日 - IRBへ第7回大会（2011年）への招致意思を表明。
  - 9月30日 - 第7回大会招致へ日本のほか、南アフリカ、ニュージーランドが意思表明していることが分かる。
  - 10月18日 - 2011ラグビーワールドカップ日本招致委員会が発足。会長に森喜朗が就任。
- 2005年（平成17年）
  - 4月8日 - 小泉内閣により閣議了承。
  - 5月9日 - 第7回大会への入札文書をIRBへ提出。
  - 11月18日 - 第7回大会の開催国がニュージーランドに決定。

第8回大会（2015年）または第9回大会（2019年）の招致活動
- 2006年（平成18年）
  - 11月17日 - 日本ラグビーフットボール協会が第8回大会（2015年）への日本招致活動を正式決定。
- 2008年（平成20年）
  - 7月8日 - IRBが第8回大会（2015年）・第9回大会（2019年）の2大会の開催地を2009年（平成21年）7月に同時決定すると表明。
  - 8月15日 - IRBが第8回大会の開催への意思表明をしたのは、オーストラリア・イングランド・アイルランド・イタリア・日本・スコットランド・南アフリカ・ウェールズの8ヶ国、第9回大会の開催は、オーストラリア、アイルランド、イタリア、ジャマイカ、日本、ロシア、スコットランド、南アフリカ、ウェールズの9ヶ国であることを公表。
  - 9月30日 - ジャマイカが立候補を断念。それ以外の国は正式立候補。
- 2009年（平成21年）
  - 5月8日 - 第8回大会、第9回大会への入札文書をIRBへ提出[2]。
  - 5月9日 - イングランド、イタリア、日本、南アフリカの4協会が第8回大会へ、イングランドを除く3協会が第9回大会へ入札していることが分かる。
  - 6月30日 - ラグビーワールドカップを運営するラグビーワールドカップ・リミテッド（RWCL）が第8回大会をイングランド、第9回大会を日本で開催することをIRBに推薦する。
  - 7月28日 - IRBの理事会にて、開催地として第8回大会にイングランド、第9回大会に日本を推薦する案が承認された。

## 開催会場候補

### 第7回大会（2011年）
第7回大会（2011年）招致活動において、開催会場候補として2005年（平成17年）5月に公表した9会場は次のとおり。
- 仙台スタジアム
- 国立霞ヶ丘競技場陸上競技場
- 横浜国際総合競技場
- 新潟スタジアム
- 豊田スタジアム
- 長居陸上競技場
- 神戸ウイングスタジアム
- 博多の森球技場
- 大分スポーツ公園総合競技場

### 第9回大会（2019年）
招致における候補地であり、開催決定後の開催地検討状況とは異なる。ラグビーワールドカップ2019を参照。
第8回大会（2015年）または第9回大会（2019年）の日本開催を企図して行った招致活動において、開催会場候補とされた日本9会場とその他アジア2会場は次のとおり。香港およびシンガポールでは、予選プールの試合を計10試合開催予定 だが、国際ラグビー評議会が日本国外の会場での開催に難色を示しているため、国外開催予定分を国内の別の会場で行う可能性がある。
- 呼称はプレゼンテーション当時のもの。
- ラグビー専用、あるいは、ラグビーモードがあるスタジアムは太字

| 国           | 広域自治体     | 市・区等 | 競技場                       | 収容人数 | 画像 |
| ------------ | -------------- | -------- | ---------------------------- | -------- | ---- |
| 日本         | 北海道         | 札幌市   | 札幌ドーム                   | 41,484人 |      |
| 日本         | 宮城県         | 仙台市   | ユアテックスタジアム仙台     | 19,694人 |      |
| 日本         | 東京都         | 新宿区   | 国立霞ヶ丘競技場陸上競技場   | 50,339人 |      |
| 日本         | 東京都         | 港区     | 秩父宮ラグビー場             | 27,188人 |      |
| 日本         | 神奈川県       | 横浜市   | 日産スタジアム               | 72,327人 |      |
| 日本         | 愛知県         | 豊田市   | 豊田スタジアム               | 45,000人 |      |
| 日本         | 大阪府         | 大阪市   | 長居スタジアム               | 50,000人 |      |
| 日本         | 兵庫県         | 神戸市   | ホームズスタジアム神戸       | 34,000人 |      |
| 日本         | 福岡県         | 福岡市   | レベルファイブスタジアム     | 22,563人 |      |
| 中国         | 香港特別行政区 | 湾仔区   | 香港スタジアム               | 40,000人 |      |
| シンガポール | シンガポール   | 加冷     | シンガポール・スポーツ・ハブ | 55,000人 |      |